# جان كريغهيد جورج
جان كريغهيد جورج (بالإنجليزية: Jean Craighead George)‏ هي كاتِبة وكاتبة للأطفال أمريكية، ولدت في 2 يوليو 1919 في واشنطن العاصمة في الولايات المتحدة، وتوفيت في 15 مايو 2012 في Westchester Medical Center ‏ في الولايات المتحدة بسبب سكتة.

## وصلات خارجية
- الموقع الرسمي
- جان كريغهيد جورج على موقع ميوزك برينز (الإنجليزية)